# Ronit More
Ronit Gajanan More (geboren 2. Februar 1992 in Belgaum, Indien) ist ein indischer Cricketspieler, der für Karnataka First-Class Cricket spielt. Er ist ein rechtshändiger medium-fast Bowler.

## Ausbildung und Kindheit
Ronit absolvierte seine Schulausbildung an der Gomatesh High School in Belgaum und seine Voruniversität am Gogte College und schloss seinen Bachelor in Betriebswirtschaft am Jain College ab. In seiner Jugend spielte er für die Jugendteams von Karnataka und South Zone und spielte beim Australian Institute of Sport.

## Aktive Karriere
Sein List-A-Debüt gab er in der Saison 2011/12 für Karnataka in der Vijay Hazare Trophy gegen Goa und sein First-Class-Debüt ein Jahr später in der Ranji Trophy im Spiel gegen Uttar Pradesh. Auch spielte er im nationalen Twenty20-Turnier für Karnataka. Zunächst wurde er zur Saison 2012 durch die Royal Challengers Banaglore unter Vertrag genommen, kam jedoch nicht zum Einsatz. Seit 2013 ist er Mitglied des Kaders der Chennai Super Kings und debütierte am 30. April 2015 in der Indian Premier League (IPL) gegen die Kolkata Knight Riders im Eden Gardens. Auch spielte er für Chennai ein weiteres Spiel in dieser Saison. Jedoch konnte er sich nicht etablieren und kam auch in Karnataka gegen seine teaminterne Konkurrenz nicht zu regelmäßigen Einsätzen. So wechselte er um bessere Spielpraxis zu bekommen zur Saison 2015/16 zu Himachal Pradesh. Jedoch verletzte er sich schon früh in der Saison und wurde nach dieser auch dort ausgemustert. Zurück nach Karnataka arbeitete er sich langsam zurück ins Team. Erst als Sreenath Aravind nach der Saison Ranji Trophy 2017/18 seinen Rücktritt erklärte, konnte er ins Team finden, zog sich jedoch abermals eine Verletzung zu.
Jedoch schaffte er dies zu überstehen und war danach der führende Wicket-Taker für Karnataka in der Gruppenphase der Ranji Trophy 2018/19, mit 29 Wickets in sechs Spielen. Im August 2019 wurde er in den Kader des India Red Teams für die Duleep Trophy 2019/20 berufen. In der Vijay Hazare Trophy 2019/20 war er der reguläre Bowler für Karnataka und führte das Team ins Finale, wurde aber aus taktischen Gründen dort gegen Tamil Nadu nicht eingesetzt als man den Titel errang. Vor der Saison 2021/22 hatte sich More als einer der wichtigsten Bowler für sein Team etabliert, verletzte sich jedoch abermals vor der Saison.